# Forening
En forening er en sammenslutning af personer, institutioner, lande eller lignende, hvis formål det er at dyrke, fremme eller beskytte fælles interesser.
En forening kan have karakter af en juridisk person (dvs. at fællesskabet som sådant kan erhverve rettigheder og påtage sig retligt bindende forpligtelser, herunder være part i retssager) eller virke i den form, der efter dansk retstradition kendetegner "foreninger".[kilde mangler] En forenings formål kan være "ideelt" som idræts- og sportsforeninger, borgerforeninger og fagforeninger), eller det kan være økonomisk som andelsselskaber.

## Lovgivning
Der eksisterer lovgivning om foreninger. Stifterne og medlemmerne kan inden for lovens rammer udforme foreningsvedtægten ('foreningens love'), hvorledes alle forhold håndteres. Foreninger, i hvilke medlemskab er pligtigt (som grundejerforeninger med tvunget medlemskab) eller dog reelt en nødvendighed (som fagforeninger og arbejdsgiverforeninger), kan dog ikke i alle henseender bestemme deres egne forhold. Domstolene opstiller således for sådanne foreninger ud fra almindelige retsgrundsætninger nogle ufravigelige krav med hensyn til hvem, som har et retskrav på at blive optaget, hvornår et medlem kan ekskluderes, og hvilken stilling et medlem i øvrigt har over for foreningen (f.eks. krav på lige- og saglig behandling).
Foreninger spiller en helt afgørende rolle i det danske samfundsliv.[kilde mangler] Mange anliggender, der i andre lande forvaltes af offentlige institutioner, varetages i Danmark af private foreninger (evt. med offentlige tilskud). Som arbejdsløshedskasser.[kilde mangler]

## Foreningsfrihed
I Danmark er der foreningsfrihed. grundloven fastsætter i § 78, at borgerne har ret til uden forudgående tilladelse at danne foreninger i ethvert lovligt øjemed.
I visse foreninger er der pligt til medlemskab. Ved parcelhuse kan der være tinglyst en pligt til at være medlem af en grundejerforening. Eksklusivaftaler, som forpligter de ansatte på en arbejsplads til medlemskab af en bestemt fagforening, er ifølge lov om foreningsfrihed på arbejdsmarkedet ulovlige.
En ejendom, der er udstykket i ejerlejligheder, skal have en ejerforening, som indehaverne af ejerlejlighederne automatisk er medlem af. Ejerforeningen er et administrativt organ.

## Foreningssædvaner
Selv om foreningsområdet i vidt omfang hviler på aftalelovens adgang til frit at indrette sig, er der en række sædvaner, som kendetegner de fleste foreninger.

### Vedtægt
Der findes som regel en nedskrevet vedtægt for foreningen,[kilde mangler] som fastsætter formål, mulige medlemmer og beslutningskompetencer. Vedtægten kan blandt andet indeholde følgende:
- Navn
- Beliggenhed
- Formål
- Betingelser for medlemskab – hvem, hvordan, kontingent,
- Eksklusion
- Generalforsamling – afholdelse, dagsorden osv
- Bestyrelsen – valg, kompetence arbejde
- Hvem tegner foreningen udadtil
- Formueforvaltning, regnskab og budget – fremlæggelse, revision, osv
- Ændring af foreningen
- Regler for opløsning – hvordan, fordeling af formuen efter opløsning, osv

Et forslag til en foreningsvedtægt findes i Juridisk Formularbog (Jurist- og Økonomforbundets Forlag) samt i Ole Hasselbalch, Foreningsret (3. udgave 2001), hvori der ligeledes er opstillet andre forslag til udformningen af forskellige papirer af interesse for administrationen af foreninger.

### Generalforsamling
Den øverste myndighed vil i reglen være en generalforsamling,[kilde mangler] (eller lignende højeste myndighed) hvor alle medlemmer eller delegerede kan deltage og stemme. Her vil alle medlemmer som udgangspunkt have én stemme hver. Er der tale om en grundejerforening, ejerforening eller lignende, vil der dog oftest kun være en stemme per grund, ejendom eller lejlighed, selv om der deltager to eller flere beboere fra ejendommen.

### Bestyrelse
Ledelsen varetages – mellem generalforsamlinger – af en valgt bestyrelse.

## Foreningslivet i Danmark
En undersøgelse foretaget af TNS Gallup og analyseret af Klaus Levinsen, Lektor ved Syddansk Universitet, for Dansk Ungdoms Fællesråd (DUF) viser, at deltagelse i foreninger ikke kun gavner det demokratiske samfund, men også kan give individet nogle lederkvalifikationer.[kilde mangler] Undersøgelsen blandt 301 erhvervsledere i private og offentlige virksomheder viser, at 79 % af erhvervslederne har været aktive i en eller flere foreninger, inden de fyldte 30 år.
Erhvervslederne vurderer selv, at deres tid i foreningslivet har givet dem sociale kompetencer, samarbejdskompetencer og stærke netværk.[kilde mangler]